# Saurauia micrantha
Saurauia micrantha är en tvåhjärtbladig växtart som beskrevs av Carl Ludwig von Blume. Saurauia micrantha ingår i släktet Saurauia och familjen Actinidiaceae. Inga underarter finns listade i Catalogue of Life.